# Campylotropis thomsonii
Campylotropis thomsonii är en ärtväxtart som först beskrevs av John Gilbert Baker, och fick sitt nu gällande namn av Anton Karl Schindler. Campylotropis thomsonii ingår i släktet Campylotropis och familjen ärtväxter. Inga underarter finns listade i Catalogue of Life.